# Saint-Julien-de-Peyrolas
Saint-Julien-de-Peyrolas ist eine französische Gemeinde mit 1501 Einwohnern (Stand 1. Januar 2022) im Département Gard in der Region Okzitanien. Sie gehört zum Arrondissement Nîmes und zum Kanton Pont-Saint-Esprit.

## Geographie
Die Gemeinde liegt am rechten Ufer des Unterlaufs der Ardèche, am Ausgang der Gorges de l’Ardèche. Im Nordosten grenzt das Gemeindegebiet an das Département Ardèche.

## Bevölkerungsentwicklung

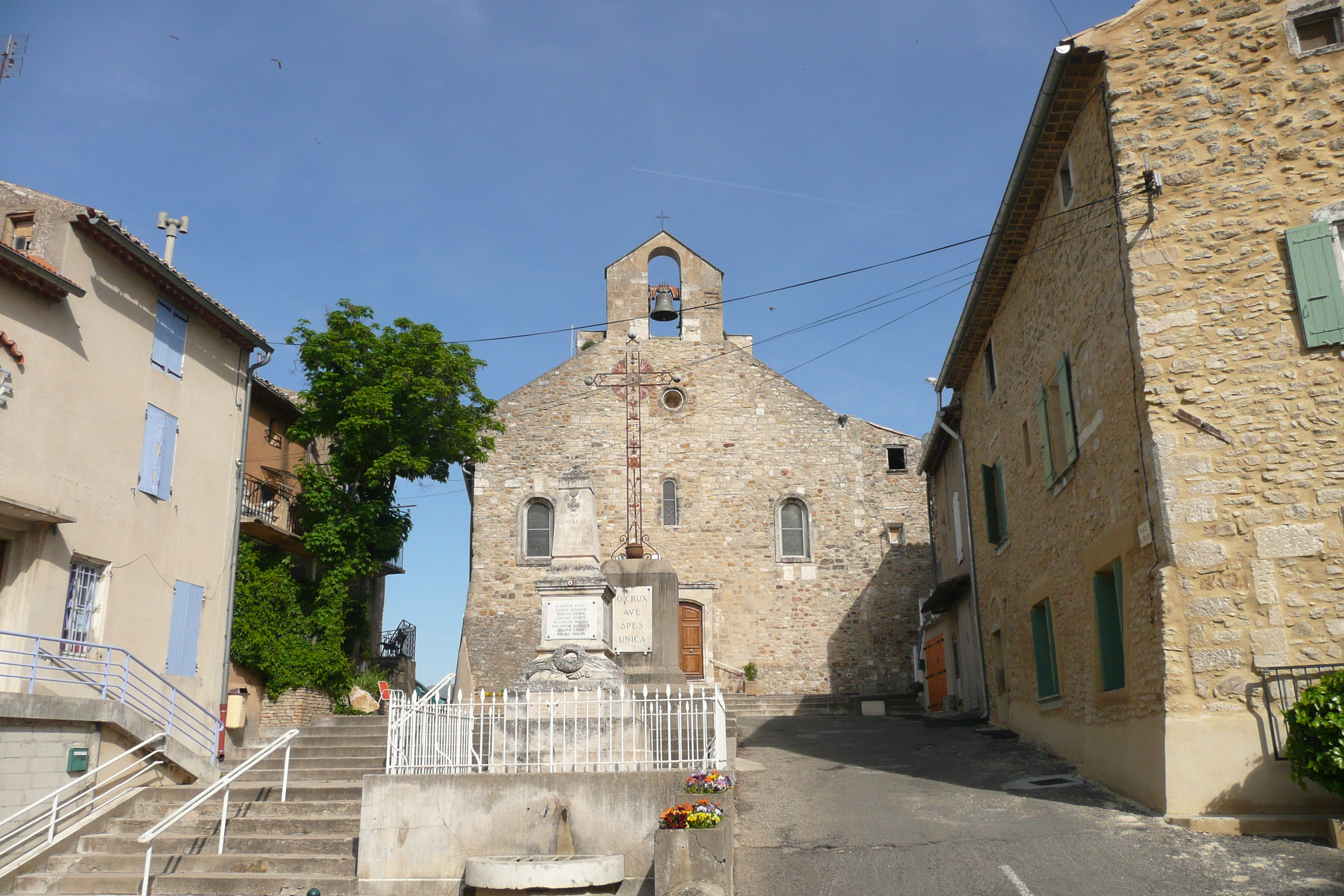
Kirche Saint-Julien

| Jahr                       | 1962 | 1968 | 1975 | 1982 | 1990 | 1999 | 2007 | 2018 |
| Einwohner                  | 667  | 667  | 652  | 711  | 1088 | 1103 | 1206 | 1425 |
| Quellen: Cassini und INSEE |      |      |      |      |      |      |      |      |